# Diócesis de Prosperidad
La diócesis de Prosperidad (en latín: Dioecesis Prosperitatis, (en inglés: Roman Catholic Diocese of Prosperidad y en cebuano: Diyosesis sa Prosperidad) es una circunscripción eclesiástica de la Iglesia católica en Filipinas. Se trata de una diócesis latina, sufragánea de la arquidiócesis de Cagayán de Oro. Desde el 15 de octubre de 2024 su obispo electo (en espera de la inauguración de la diócesis) es Ruben Caballero Labajo.

## Territorio y organización
La diócesis tiene 9989 km² y extiende su jurisdicción sobre los fieles católicos de rito latino residentes en la provincia de Agusan del Sur en la región de Caraga de la isla de Mindanao. 
La sede de la diócesis se encuentra en la ciudad de Prosperidad, en donde se halla la Catedral de San Miguel.
En 2024 en la diócesis existían 26 parroquias.

## Historia
Durante una asamblea preliminar el 9 de julio de 2023, en Kalibo, la Conferencia de Obispos Católicos de Filipinas votó a favor de la propuesta del obispo Cosme Almedilla de Butuán para la separación de Butuán de una nueva diócesis para cubrir la provincia de Agusan del Sur, que se considera una “frontera misionera” con un tercio de su población siendo pueblos indígenas.
La diócesis fue erigida el 15 de octubre de 2024 por el papa Francisco, obteniendo el territorio de la diócesis de Butuán.

## Estadísticas
Según el Boletín de la Santa Sede la diócesis tenía a fines de 2024 un total de 486 251 fieles bautizados.
| Año                                                                             | Población            | Población | Población      | Sacerdotes | Sacerdotes    | Sacerdotes    | Bautizados por sacerdote | Diáconos permanentes | Religiosos | Religiosos | Parroquias |
| Año                                                                             | Bautizados católicos | Total     | % de católicos | Total      | Clero secular | Clero regular | Bautizados por sacerdote | Diáconos permanentes | Varones    | Mujeres    | Parroquias |
| ------------------------------------------------------------------------------- | -------------------- | --------- | -------------- | ---------- | ------------- | ------------- | ------------------------ | -------------------- | ---------- | ---------- | ---------- |
| 2024                                                                            | 486 251              | 739 367   | 65.8           | 61         | 32            | 29            | 7791                     |                      | 31         | 6          | 26         |
| Fuente: Catholic-Hierarchy, que a su vez toma los datos del Anuario Pontificio. |                      |           |                |            |               |               |                          |                      |            |            |            |

## Episcopologio
- Ruben Caballero Labajo, desde el 15 de octubre de 2024